# Cirrus Vision SF50
De Vision SF50 is een eenmotorig, lichtgewicht vliegtuig van Amerikaanse makelij dat bestemd is voor zeven personen. Het toestel is ontworpen en geproduceerd door Cirrus Aircraft. Oorspronkelijk werd het vliegtuig op de markt gebracht onder de naam "The Jet", maar op 9 juli 2008 kondigde Cirrus de naam "Vision SJ50" aan. Later, in maart 2009, werd de naam nogmaals veranderd in "Vision SF50"
Het vliegtuig maakte de eerste vlucht op 3 juli 2008 en kreeg de FAA typecertificatie op 28 oktober 2016.